# 法祖格利王国
法祖格利王国是前殖民时期存在于今苏丹东南部与埃塞俄比亚西部交界地带的国家。口述传统称，该王国由努比亚王国阿勒底亚的难民建立，这些人在其首都索巴约1500年陷落于阿拉伯人或丰吉人之后南迁至此。该王国以青尼罗河沿岸的法祖格利山区为中心，在丰吉苏丹国与埃塞俄比亚帝国之间充当缓冲国，直至1685年被并入丰吉苏丹国。

## 历史

### 形成
中世纪时，苏丹中部和南部的大片区域，包括毗邻埃塞俄比亚的法祖格利地区，均处于基督教努比亚王国阿勒底亚的控制之下。自12世纪起，阿勒底亚王国便走向衰落，至约1300年时其衰颓程度已相当深重。14世纪至15世纪，阿拉伯贝都因部落席卷苏丹大部分地区，其势力范围向南直抵阿巴岛。至15世纪下半叶，除青尼罗河与白尼罗河交汇处的首都索巴周边区域外，阿勒底亚全境几乎均被阿拉伯人占据。 索巴最终被阿拉伯人或非洲的丰吉人征服，苏丹史料记载该事件发生于希吉来历9世纪（约公元1396年—1494年）、15世纪末、1504年及1509年。丰吉人随后以森纳尔为都建立苏丹国，其疆域向北延伸至尼罗河第三瀑布。
历史学家杰伊·斯波尔丁（Jay Spaulding）提出，阿勒底亚王国在索巴陷落后依然存续了一段时间。他认为，1523年犹太旅行者大卫·鲁本尼提及的“索巴王国”（Soba）指的就是阿勒底亚王国，并推测其位于青尼罗河东岸某处。该“索巴王国”的领土范围相当于十日行程，且包含“阿尔加尔王国”（Al Ga'l），后者被描述为附属于森纳尔苏丹阿马拉·敦卡斯。 “阿尔加尔”很可能指阿拉伯的贾阿林部落。斯波尔丁分析口述传统，进一步论证阿勒底亚人最终放弃其控制的青尼罗河下游河谷领土，撤退至南部的法祖格利山区，在此地重建王国。例如，一份19世纪收集的传统记载如此追述：
法祖格利的国王们曾统治延伸至森纳尔半岛（即杰济拉）的大部分地区，其都城之一曾是古老的索巴，最终却被迫在新来者面前退让……丰吉人……退守到他们的山区据点……在那里……他们维系着统治……[于是]法祖格利帝国从索巴王国的废墟中崛起。

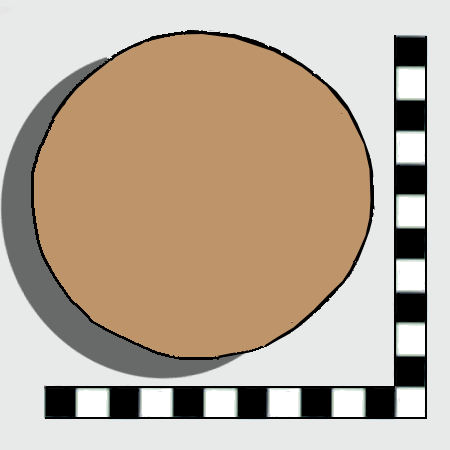
马哈迪德出土的球形石复原图，其形制近似古莱语与贝尔塔人用于仪式的索巴石。因石上刻有阿勒底亚王都“索巴”之名，它们可能作为“沿青尼罗河溯流而上，对祖先故土的具象化记忆”而存在。

当地传统同样铭记阿勒底亚人向法祖格利的迁徙。约1870年编撰的《丰吉编年史》亦载该地为努比亚人流亡之所。近期研究将名为“杰贝尔马哈迪德传统”的考古文化归因于这些阿勒底亚难民，该文化以埃塞俄比亚西部夸拉地区的马哈迪德（Mahadid）为核心，拥有与索巴出土类似的纪念性建筑与陶器。考古证据表明，他们早在14世纪就已开始迁入埃塞俄比亚—苏丹边境地带。这意味着其迁徙发生于阿勒底亚尚存却深陷衰颓之时。
需注意的是，将法祖格利与阿勒底亚相联系的传统记载可能并非史实，而是旨在为法祖格利诸王的统治提供合法性依据。

### 森纳尔和埃塞俄比亚间
法祖格利王国地处森纳尔苏丹国与埃塞俄比亚帝国之间，在这两个国家之间充当缓冲地带。非洲学家亚历山德罗·特里乌尔齐对其大致疆域描述如下：
东至加拉巴特与青尼罗河间的古穆兹人聚居区，中心位于古巴；西抵布鲁人领地，核心为杰贝勒古莱（Jebel Gule），其统治范围据称南达埃塞俄比亚南部的咖法；向南则主要涵盖图马特河谷（Tumat Valley）黄金产区的贝尔塔人聚居地，延伸至奥罗莫人活动疆域边缘的法达西（Fadasi）。
王国疆域内居民主要使用东苏丹语族语言。根据斯波尔丁的观点，该国至少在统治阶层阿勒底亚精英集团中保持着基督教信仰。他认为，这批阿勒底亚精英后来被称为哈马杰人（Hamaj），也有观点认为，构成哈马杰人主体的实为法祖格利的普通民众。

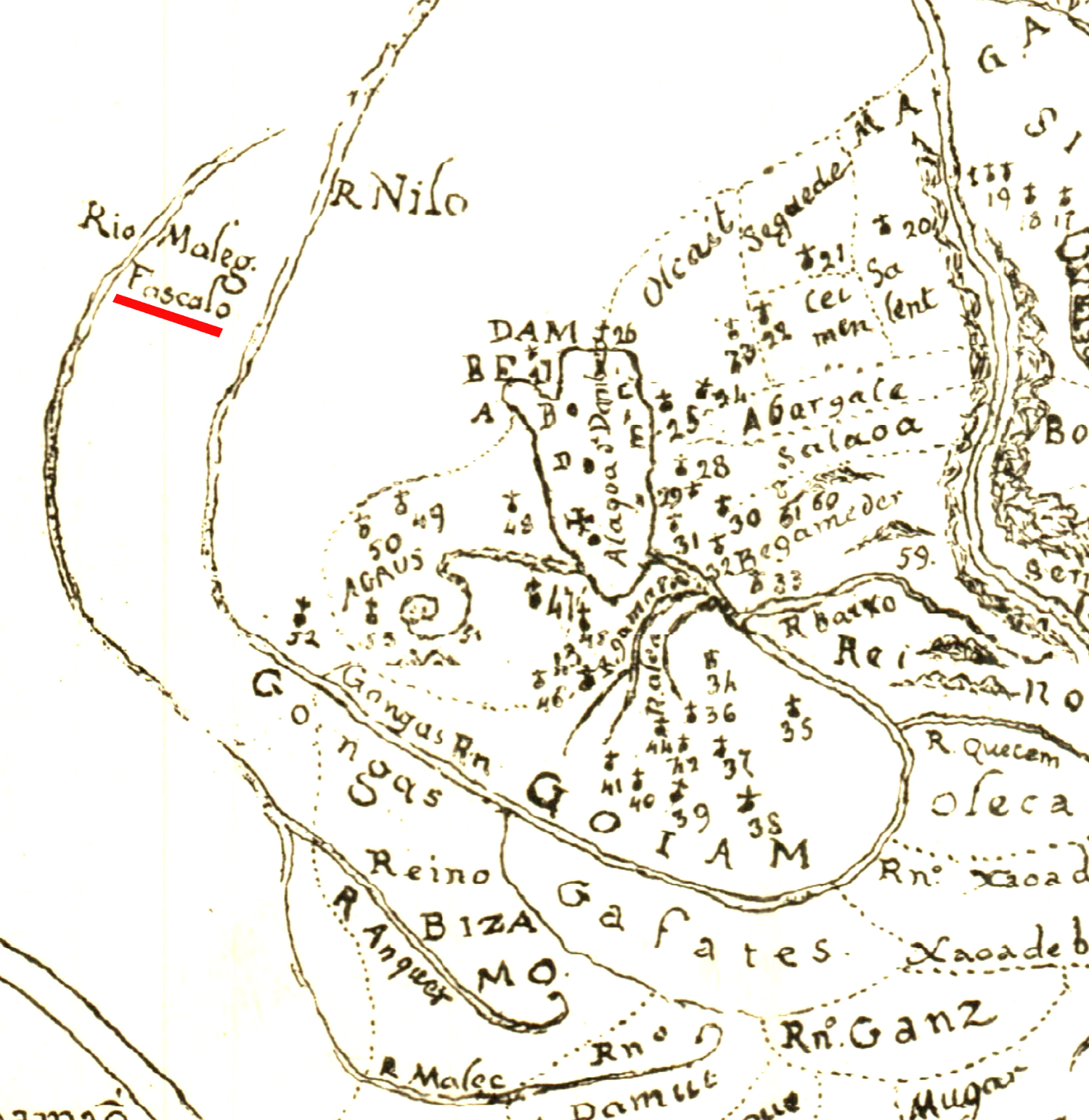
c.1640年葡萄牙所绘地图上的法祖格利（“Fascalo”，红色下划线标注）

法祖格利以盛产黄金闻名。1607年的葡萄牙史料记载该地拥有“大量优质黄金与良驹，与（埃塞俄比亚）帝国互通贸易”。1622年刊印的另一文献明确记载“……此乃确凿事实，人尽皆知，皇帝塞尔坦·卡格德（苏斯尼约斯）亦亲口告予，其疆域内最上乘之黄金，皆产自法祖格利王国”。正是黄金资源引发了邻国的觊觎，埃塞俄比亚与森纳尔屡次宣称法祖格利金矿归属各自版图，然此类主张多无实据。15世纪末至17世纪初的埃塞俄比亚—苏丹边境地带始终动荡不安，此态势体现于“杰贝尔马哈迪德传统”的聚落特征——它们不仅择险而筑，更增筑多重防御工事以自保。据载哈马杰人曾参与阿比西尼亚—阿达尔战争，并与埃塞俄比亚北部希雷地区（邻近卡萨拉）的势力结盟。森纳尔苏丹达金统治期间（1568年—1585年），据传曾远征阿布拉姆拉（Abu Ramlah），此地紧邻马哈迪德南部。达金兵败归国后，遭努比亚北部豪酋阿吉布（Ajib）挑战。阿吉布先获自治特权，继而架空丰吉苏丹，最终于1606年攻占杰济拉，迫使时任苏丹阿卜杜勒·卡迪尔二世流亡埃塞俄比亚。口述传统提及阿吉布曾在法祖格利境内兴建数座清真寺。若此说可信，则暗示该国可能介入阿吉布与森纳尔的权力斗争，甚或支持阿吉布一方。阿吉布势力虽短暂渗透法祖格利，但其影响亦属有限，未引持久变局。阿吉布最终于1611至1612年间战死。
据载法祖格利1615年被埃塞俄比亚皇帝苏斯尼约斯征服，斯波尔丁认为此事件标志其丧失独立地位。马哈迪德城可确证毁于16世纪或17世纪初，其破坏者可能为埃塞俄比亚军队或丰吉势力。埃塞俄比亚诸帝曾试图将法祖格利纳入疆域，然七十年间，随皇帝约翰尼斯一世的驾崩，埃塞俄比亚已丧失对该地的控制。随着帝国势力衰退，森纳尔苏丹国试图填补权力真空。至1685年，“法祖格利的哈马杰诸酋长”终向森纳尔臣服。

### 丰吉统治下的法祖格利

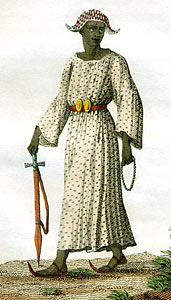
丰吉苏丹国法祖格利统治者（manjil），c.1820年

据记载，丰吉政权保留了法祖格利的现任统治者，未另派行省总督取而代之。作为森纳尔苏丹国的附庸，法祖格利统治者获“曼吉尔”头衔。斯波尔丁指出，哈马杰人在被征服后至少延续一代人的基督教信仰，但至18世纪中叶已改宗伊斯兰教。有记载称，直至18世纪70年代初，埃塞俄比亚—苏丹边境仍存在名为夏伊拉（Shaira）的基督教公国。青尼罗河上游地区事实上直至20世纪初仍存基督教渊源习俗。纳入森纳尔苏丹国后，哈马杰人逐渐成为其最具支配力的族群，而法祖格利连同南部的科尔多凡和阿莱斯（Alays）两省，成为苏丹国最重要的省份之一，这主要归因于当地黄金资源对森纳尔经济的重要性。1761至1762年，出身法祖格利的军事指挥官穆罕默德·阿布·利凯利克（Muhammad Abu Likaylik）集结了一支“由新阿勒底亚贵族、军阀、奴隶士兵、商人及宗教教师（fuqara）组成的混杂力量”，夺取森纳尔政权，开启哈马杰摄政时期，该体制持续至1821年图库—埃及入侵方告终结。

### 引用
1. ↑  Zarroug 1991，第97頁.
2. ↑  Welsby & Daniels 1991，第9頁.
3. ↑  O'Fahey & Spaulding 1974，第19頁.
4. ↑  Hasan 1967，第176頁.
5. ↑  Hasan 1967，第162頁.
6. ↑  Hasan 1967，第128頁.
7. ↑  Vantini 1975，第786–788頁.
8. ↑  Hasan 1967，第133頁.
9. ↑  Vantini 1975，第784頁.
10. ↑  Vantini 2006，第487–489頁.
11. ↑  Hasan 1967，第134頁.
12. 1 2  Spaulding 1974，第13–14頁.
13. ↑  O'Fahey & Spaulding 1974，第29頁.
14. ↑  Gonzalez-Ruibal & Falquina 2017，第13頁.
15. ↑  Gonzalez-Ruibal 2014，第176頁.
16. ↑  Spaulding 1974，第13頁.
17. ↑  Spaulding 1974，第14頁.
18. ↑  Vantini 1975，第788頁.
19. ↑  Gonzalez-Ruibal & Falquina 2017，第12頁.
20. ↑  Gonzalez-Ruibal & Falquina 2017，第16–18頁.
21. ↑  Gerhards 2021，第455–456頁.
22. 1 2 3 4  Spaulding 1974，第18頁.
23. 1 2 3  Triulzi 1981，第61頁.
24. ↑  Zarroug 1991，第25頁.
25. 1 2  Spaulding 1974，第22頁.
26. 1 2  Triulzi 1981，第66頁.
27. ↑  Triulzi 1981，第58頁.
28. ↑  Paez 2011，第242頁.
29. ↑  Triulzi 1981，第67頁.
30. 1 2 3  Gonzalez-Ruibal & Falquina 2017，第18頁.
31. ↑  O'Fahey & Spaulding 1974，第36-37頁.
32. ↑  O'Fahey & Spaulding 1974，第36頁.
33. ↑  Spaulding 1974，第19頁.
34. ↑  Spaulding 1974，第20–21頁.
35. ↑  Triulzi 1981，第66–67頁.
36. ↑  Triulzi 1981，第67–68頁.
37. ↑  Triulzi 1981，第70頁.
38. ↑  Spaulding 1974，第22, note 31頁.
39. ↑  Gerhards 2021，第449–451頁.
40. ↑  Spaulding 1974，第23–25頁.
41. ↑  Spaulding 1985，第223頁.
42. ↑  Triulzi 1981，第62頁.
43. 1 2  Spaulding 1974，第24–25頁.
44. ↑  Spaulding 1985，第221頁.

## 延伸阅读
- Spaulding, Jay L. (1980). "Toward a Demystification of the Funj: Some Perspectives on Society in Southern Sinnar, 1685–1900" （页面存档备份，存于）. Northeast African Studies. Michigan State University Press. 2 (1): 1–18. ISSN 0740-9133.